# Liste der Lieder von Motörhead

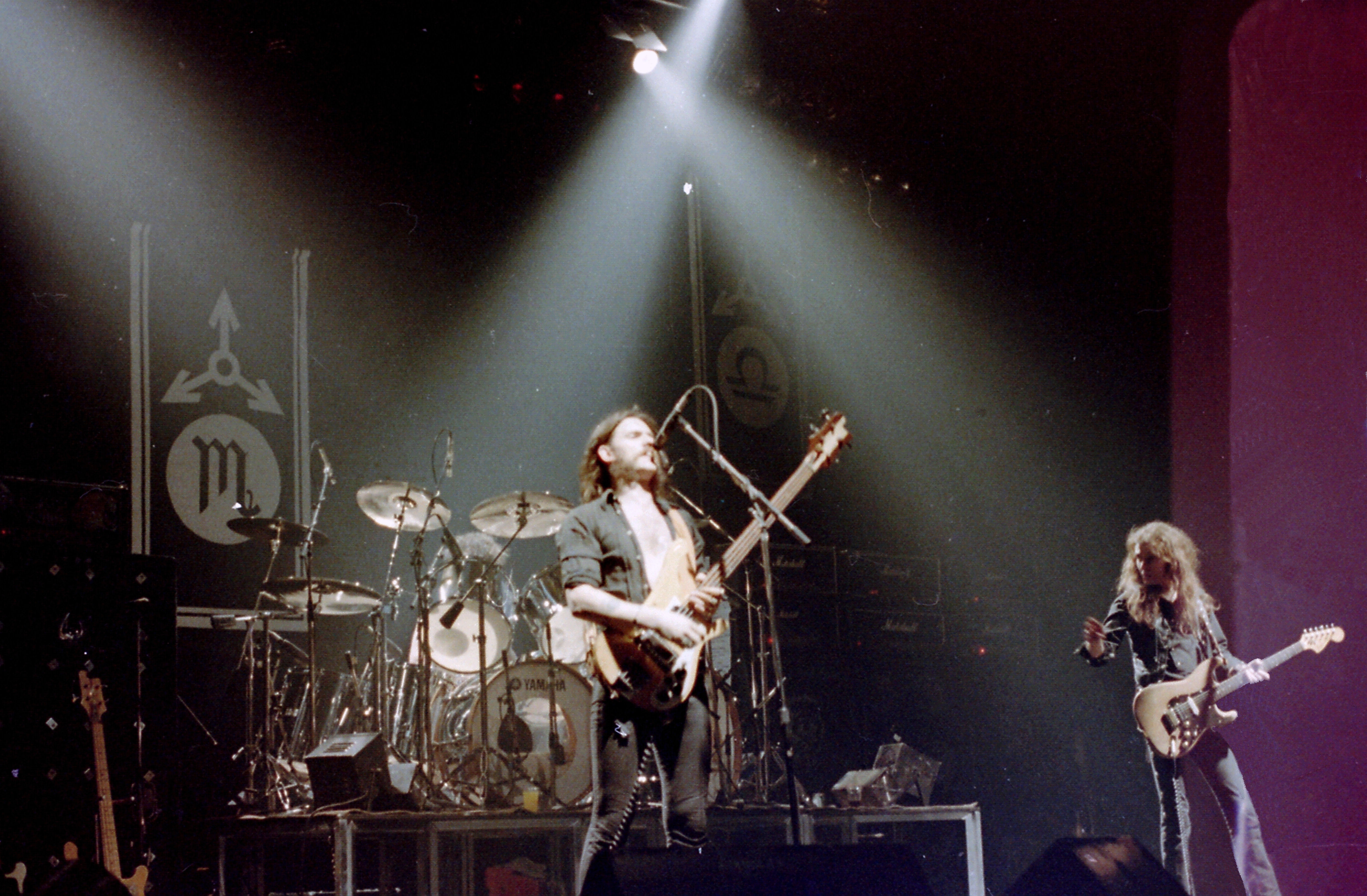
Motörhead im Jahr 1982

Dies ist eine Liste der aufgenommenen und veröffentlichten Lieder der britischen Rockband Motörhead. Sie gibt Auskunft über die Urheber und auf welchem Tonträger die Komposition erstmals zu finden ist, zudem finden sich bei einigen der Titel Anmerkungen zur Entstehung. Die Liste enthält zudem Coverversionen von Songs anderer Musiker, die von Motörhead neu aufgenommen und interpretiert wurden.

## Übersicht

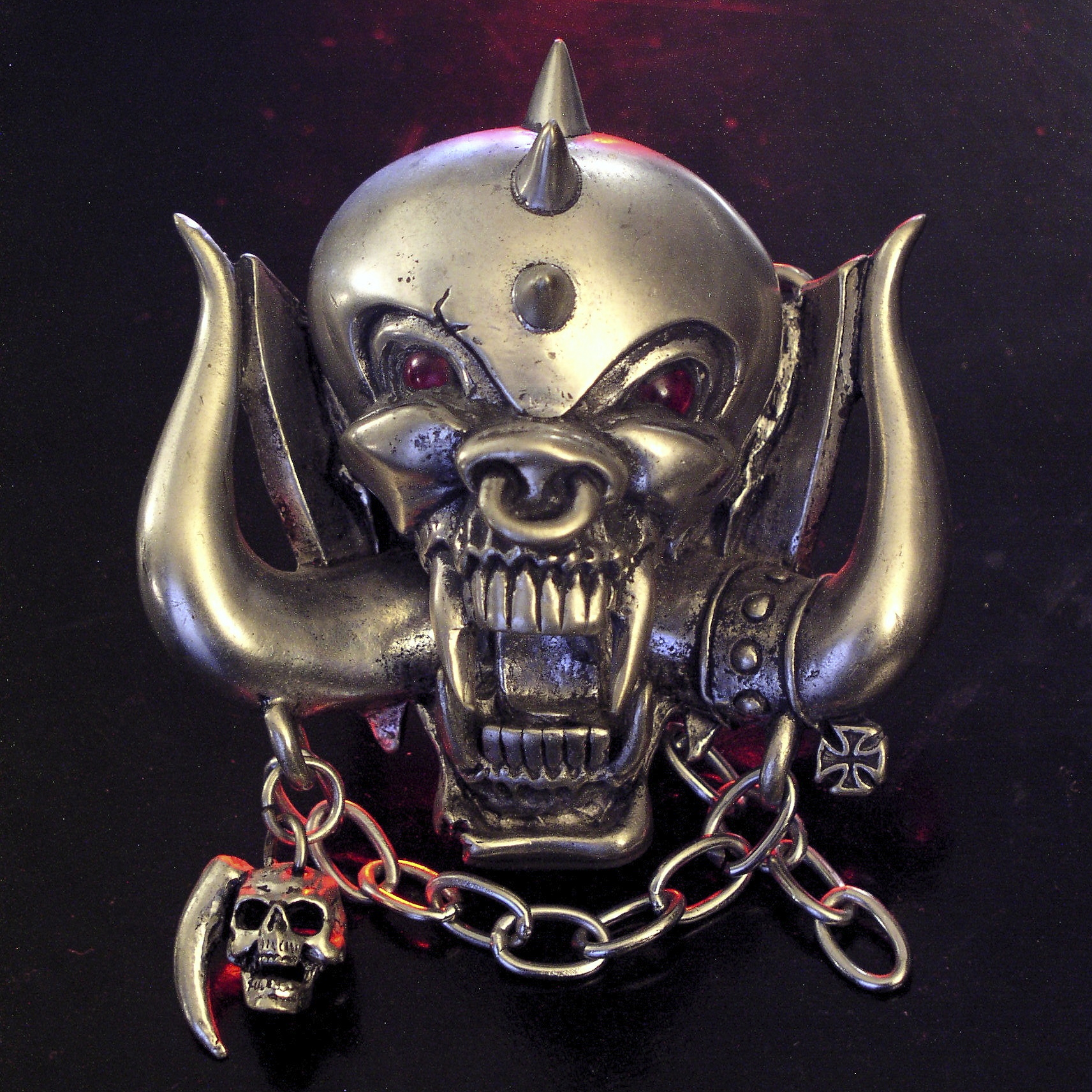
Band-Maskottchen Snaggletooth als metallene Gürtelschnalle

Diese Liste umfasst alle Stücke, die die Band Motörhead seit ihrer Gründung 1975 bis zur Auflösung 2015 nach dem Tod des Bandgründers und Leadsängers Lemmy Kilmister veröffentlicht und interpretiert hat, in einer sortierbaren Tabelle. Die überwiegende Mehrzahl aller Stücke sind auf den insgesamt 22 Studioalben von Motörhead (1977) bis Bad Magic (2015) zu finden, einzelne Aufnahmen von Coverversionen wurden zudem posthum auf Under Cöver veröffentlicht. Liveaufnahmen sind nur dann in der Liste enthalten, wenn Motörhead von den dort aufgenommenen Songs keine Studioversion veröffentlicht hat. Außerdem sind die von der Band interpretierten Titel aufgelistet, die sie ausschließlich oder zuerst auf B-Seiten ihrer Singles, Maxisingles, EPs, Kompilationen, Livealben oder Tributealben herausgebracht hat. In einigen Fällen erschienen einzelne Titel eines Albums bereits vorab als Singles, in diesen Fällen werden sie den jeweiligen Alben zugeordnet.
Die meisten Stücke wurden von Lemmy Kilmister gemeinsam mit den gerade aktuellen Mitgliedern der Band geschrieben und in Aufnahmesessions für die Alben aufgenommen. Da sich die Zusammensetzung der Band mehrfach veränderte, änderten sich auch die Urheber der Stücke über die Jahre. Hinzu kommen einzelne Coverversionen von Stücken anderer Künstler, die von Motörhead neu interpretiert und aufgenommen wurden, häufig in Anerkennung, als „Tribute“, für diese Künstler.

## Erläuterungen zur Liste
In den Spalten der Tabelle sind neben dem Titel des Musikstücks, den Namen der Autoren und dem Titel des Albums (oder alternativer Tonträger), auf dem die Band Motörhead erstmals eine Version des Titels veröffentlichte, die Zeitdauer des Titels in Minuten und Sekunden auf dem genannten Album, das Jahr der Erstveröffentlichung und Anmerkungen zum Titel angegeben.
Der Autor oder die Autoren des jeweiligen Titels haben sowohl die Musik (M) komponiert als auch den Liedtext (T) geschrieben, sofern nicht anders angegeben. Auf den Tonträgern sowie in den meisten Datenbanken wird in der Regel die Band Motörhead als Autor angegeben, ohne die jeweils zu diesem Zeitpunkt zur Band gehörenden Mitglieder einzeln aufzuführen. In der Tabelle werden diese einzeln benannt.
Die Tabelle ist per Voreinstellung alphabetisch nach dem Titel des Musikstücks sortiert. Darüber hinaus kann sie nach den anderen Spalten durch Anklicken der kleinen Pfeile im Tabellenkopf auf- oder absteigend sortiert werden.

## Besetzung der Band
Die Besetzung der Band Motörhead änderte sich über die aktive Zeit mehrfach, wobei Lemmy Kilmister das einzige durchgehend aktive und dauerhafte Mitglied war. Nach seinem Tod wurde die Band von Mikkey Dee und Phil Campbell aufgelöst. Die folgende Darstellung zeigt die Bandzusammensetzung von ihrer Gründung bis zur Auflösung.

## Liste der Lieder
| Titel                                                | Autor / Autoren                                              | Album / Tonträger                                                           | Dauer     | Jahr                                | Belege / Anmerkungen |
| ---------------------------------------------------- | ------------------------------------------------------------ | --------------------------------------------------------------------------- | --------- | ----------------------------------- | --- |
| 1916                                                 | Lemmy Kilmister, Phil Campbell, Michael Burston, Phil Taylor | 1916                                                                        | 3:46      | 1991                                | Das für die Verhältnisse von Motörhead sehr ruhige und durch den Einsatz eines Cellos sehr untypische Lied 1916 beschreibt anhand der Schlacht an der Somme die Brutalität und Sinnlosigkeit des Ersten Weltkriegs aus der Sicht eines 16-jährigen Soldaten. Inspiriert wurde Lemmy durch ein Interview mit einem 88-jährigen Kriegsveteranen. |
| Ace of Spades                                        | Lemmy Kilmister, Eddie Clarke, Phil Taylor                   | Ace of Spades                                                               | 2:46      | 1980                                | Ace of Spades wurde zum bekanntesten Lied der Band und ist entsprechend auf allen Live-Alben sowie zahlreichen Kompilationen enthalten. Zudem wurde es zahlreich von anderen Bands und Musikern gecovert, unter anderem live von The Hollywood Vampires, bestehend aus Alice Cooper, Johnny Depp und Joe Perry, bei den Verleihungen zu den Grammy Awards 2016, wenige Wochen nach Lemmys Tod. Die Plattform cover.info listet mehr als 60 offizielle Coverversionen des Liedes, secondhandsongs.com fast 100.                                                                                                   |
| Ain’t my Crime                                       | Lemmy Kilmister, Phil Campbell, Michael Burston, Pete Gill   | Orgasmatron                                                                 | 3:43      | 1986                                | [ 8 ] |
| All for You                                          | Lemmy Kilmister, Phil Campbell, Michael Burston, Phil Taylor | Rock ’n’ Roll                                                               | 4:08      | 1987                                | [ 9 ] |
| All Gone to Hell                                     | Lemmy Kilmister, Phil Campbell, Michael Burston, Mikkey Dee  | Sacrifice                                                                   | 3:41      | 1995                                | [ 10 ] |
| All the Aces                                         | Lemmy Kilmister, Eddie Clarke, Phil Taylor                   | Bomber                                                                      | 3:23      | 1979                                | [ 11 ] |
| America                                              | Lemmy Kilmister, Eddie Clarke, Phil Taylor                   | Iron Fist                                                                   | 3:34      | 1982                                | [ 12 ] |
| Angel City                                           | Lemmy Kilmister, Phil Campbell, Michael Burston, Phil Taylor | 1916                                                                        | 3:57      | 1991                                | Der Song behandelt das Nachtleben in der amerikanischen Stadt Los Angeles, Spitzname „Angel City“. |
| Another Perfect Day                                  | Lemmy Kilmister, Brian Robertson, Phil Taylor                | Another Perfect Day                                                         | 5:54      | 1983                                | [ 14 ] |
| Assassin                                             | Lemmy Kilmister, Phil Campbell, Mikkey Dee                   | Snake Bite Love                                                             | 4:48      | 1998                                | [ 15 ] |
| Asylum Choir                                         | Lemmy Kilmister, Phil Campbell, Michael Burston, Phil Taylor | March ör Die                                                                | 3:41      | 1992                                | [ 16 ] |
| Back at the Funny Farm                               | Eddie Clarke, Lemmy Kilmister, Phil Taylor                   | Another Perfect Day                                                         | 4:12      | 1983                                | [ 14 ] |
| Back on the Chain                                    | Lemmy Kilmister, Phil Campbell, Mikkey Dee                   | Motörizer                                                                   | 3:27      | 2008                                | [ 17 ] |
| Bad Religion                                         | Lemmy Kilmister, Phil Campbell, Michael Burston, Phil Taylor | March ör Die                                                                | 5:02      | 1992                                | [ 16 ] |
| Bad Woman                                            | Lemmy Kilmister, Phil Campbell, Michael Burston, Mikkey Dee  | Bastards                                                                    | 3:16      | 1993                                | [ 18 ] |
| Bang to Rights                                       | Lemmy Kilmister, Eddie Clarke, Phil Taylor                   | Iron Fist                                                                   | 2:42      | 1982                                | [ 12 ] |
| Bastard                                              | Eddie Clarke                                                 | Dirty Love                                                                  | 3:05      | 1989                                | [ 19 ] |
| Be my Baby                                           | Lemmy Kilmister, Phil Campbell, Mikkey Dee                   | Kiss of Death                                                               | 3:42      | 2006                                | [ 20 ] |
| Beer Drinkers and Hell Raisers                       | Billy Gibbons, Dusty Hill, Frank Beard                       | Beer Drinkers and Hell Raisers                                              | 3:25      | 1980                                | Coverversion des Titels Beer Drinkers and Hell Raisers der Band ZZ Top. Der Titel erschien auf der EP Beer Drinkers and Hell Raisers. |
| Better Off Dead                                      | Lemmy Kilmister, Phil Campbell, Mikkey Dee                   | Snake Bite Love                                                             | 3:42      | 1998                                | [ 15 ] |
| Bite the Bullet                                      | Lemmy Kilmister, Eddie Clarke, Phil Taylor                   | Ace of Spades                                                               | 1:38      | 1980                                | [ 4 ] |
| Black Leather Jacket                                 | Lemmy Kilmister                                              | Stone Dead Forever (2003)                                                   | 2:19      | 1989 (veröffentlicht 2003)          | [ 22 ] |
| Blackheart                                           | Lemmy Kilmister, Phil Campbell, Michael Burston, Phil Taylor | Rock ’n’ Roll                                                               | 4:00      | 1987                                | [ 9 ] |
| Bomber                                               | Lemmy Kilmister, Eddie Clarke, Phil Taylor                   | Bomber                                                                      | 3:45      | 1979                                | Für Bomber inspiriert wurde Lemmy Kilmister durch den Roman Bomber von Len Deighton und es war zugleich der erste Song, den er zu einem Kriegsthema geschrieben hat. |
| Boogeyman                                            | Lemmy Kilmister, Phil Campbell, Michael Burston, Phil Taylor | Rock ’n’ Roll                                                               | 3:15      | 1987                                | [ 9 ] |
| Born to Loose                                        | Lemmy Kilmister, Phil Campbell, Mikkey Dee                   | The Wörld Is Yours                                                          | 4:01      | 2010                                | [ 24 ] |
| Born to Raise Hell                                   | Lemmy Kilmister, Phil Campbell, Michael Burston, Mikkey Dee  | Bastards                                                                    | 4:57      | 1993                                | [ 18 ] |
| Brave New World                                      | Lemmy Kilmister, Phil Campbell, Mikkey Dee                   | Hammered                                                                    | 4:03      | 2002                                | [ 25 ] |
| Breaking the Law                                     | Rob Halford, K.K. Downing, Glenn Tipton                      | Hell Bent Forever: A Tribute to Judas Priest Under Cöver                    | 2:33      | 2008 2017                           | Coverversion des Titels Breaking the Law der Band Judas Priest. Er erschien zuerst auf dem Tribute-Album Hell Bent Forever: A Tribute to Judas Priest 2008 und wurde 2017 auf Under Cöver neu veröffentlicht. |
| Broken                                               | Lemmy Kilmister, Phil Campbell, Mikkey Dee                   | Overnight Sensation                                                         | 4:34      | 1996                                | [ 26 ] |
| Brotherhood of Man                                   | Lemmy Kilmister, Phil Campbell, Mikkey Dee                   | The Wörld Is Yours                                                          | 5:16      | 2010                                | [ 24 ] |
| Built for Speed                                      | Lemmy Kilmister, Phil Campbell, Michael Burston, Pete Gill   | Orgasmatron                                                                 | 4:56      | 1986                                | [ 8 ] |
| Bullet in your Brain                                 | Lemmy Kilmister, Phil Campbell, Mikkey Dee                   |                                                                             |           | 2022                                | 7 Jahre nach dem Tod von Lemmy Kilmister postum am 30. November 2022 als Video veröffentlicht, angekündigt für die Compilation Bad Magic: Seriously Bad Magic im Februar 2023. |
| Buried Alive                                         | Lemmy Kilmister, Phil Campbell, Mikkey Dee                   | Motörizer                                                                   | 3:14      | 2008                                | [ 17 ] |
| Burner                                               | Lemmy Kilmister, Phil Campbell, Michael Burston, Mikkey Dee  | Bastards                                                                    | 2:52      | 1993                                | [ 18 ] |
| Bye Bye Bitch Bye Bye                                | Lemmy Kilmister, Phil Campbell, Mikkey Dee                   | The Wörld Is Yours                                                          | 4:04      | 2010                                | [ 24 ] |
| Capricorn                                            | Lemmy Kilmister, Eddie Clarke, Phil Taylor                   | Overkill                                                                    | 4:11      | 1979                                | [ 28 ] |
| Cat Scratch Fever                                    | Ted Nugent                                                   | March ör Die Under Cöver                                                    | 3:53 3:54 | 1992 2017                           | Coverversion des Titels Cat Scratch Fever von Ted Nugent, aufgenommen für das Album March ör Die und 2017 auf Under Cöver nochmals veröffentlicht. |
| Choking on Your Screams                              | Lemmy Kilmister, Phil Campbell, Mikkey Dee                   | Bad Magic                                                                   | 3:33      | 2015                                | [ 29 ] |
| Christine                                            | Lemmy Kilmister, Phil Campbell, Mikkey Dee                   | Kiss of Death                                                               | 3:43      | 2006                                | [ 20 ] |
| City Kids                                            | Duncan Sanderson, Larry Wallis                               | Motörhead (Single) On Parole                                                | 3:43      | 1977 1975 (veröffentlicht 1979)     | Auf der Wiederveröffentlichung des Albums On Parole aus dem Jahr 1997 befand sich zudem eine alternative Version der ursprünglichen LP-Aufnahme. |
| Civil War                                            | Lemmy Kilmister, Phil Campbell, Mikkey Dee                   | Overnight Sensation                                                         | 3:01      | 1996                                | [ 26 ] |
| Claw                                                 | Lemmy Kilmister, Phil Campbell, Michael Burston, Pete Gill   | Orgasmatron                                                                 | 3:34      | 1986                                | [ 8 ] |
| Coup de Grace                                        | Lemmy Kilmister, Phil Campbell, Mikkey Dee                   | Aftershock                                                                  | 3:45      | 2013                                | [ 32 ] |
| Cradle to the Grave                                  | Lemmy Kilmister, Phil Campbell, Michael Burston, Phil Taylor | Eat the Rich (Single 7″/12″) Rock ’n’ Roll (Bonus)                          | 4:05      | 1987                                | [ 33 ] |
| Crazy Like a Fox                                     | Lemmy Kilmister, Phil Campbell, Mikkey Dee                   | Overnight Sensation                                                         | 4:32      | 1996                                | [ 26 ] |
| Crying Shame                                         | Lemmy Kilmister, Phil Campbell, Mikkey Dee                   | Aftershock                                                                  | 4:28      | 2013                                | [ 32 ] |
| Damage Case                                          | Lemmy Kilmister, Eddie Clarke, Phil Taylor, Mick Farren      | Overkill                                                                    | 3:01      | 1979                                | [ 28 ] |
| Dance                                                | Lemmy Kilmister, Eddie Clarke, Phil Taylor                   | Ace of Spades                                                               | 2:36      | 1980                                | [ 4 ] |
| Dancing on your Grave                                | Lemmy Kilmister, Brian Robertson, Phil Taylor                | Another Perfect Day                                                         | 4:27      | 1983                                | [ 14 ] |
| Dead and Gone                                        | Lemmy Kilmister, Phil Campbell, Mikkey Dee                   | Snake Bite Love                                                             | 4:18      | 1998                                | [ 15 ] |
| Dead Man’s Hand                                      | Lemmy Kilmister, Eddie Clarke, Phil Taylor                   | The One to Sing the Blues (Single 7″/12″, B-Seite)                          | 3:29      | 1990                                | |
| Dead Men Tell No Tales                               | Lemmy Kilmister, Eddie Clarke, Phil Taylor                   | Bomber                                                                      | 3:04      | 1979                                | [ 11 ] |
| Deaf Forever                                         | Lemmy Kilmister, Phil Campbell, Michael Burston, Pete Gill   | Orgasmatron                                                                 | 4:26      | 1986                                | [ 8 ] |
| Death Machine                                        | Lemmy Kilmister, Phil Campbell, Mikkey Dee                   | Aftershock                                                                  | 2:37      | 2013                                | [ 32 ] |
| Death or Glory                                       | Lemmy Kilmister, Phil Campbell, Michael Burston, Mikkey Dee  | Bastards                                                                    | 4:50      | 1993                                | [ 18 ] |
| Desperate for You                                    | Lemmy Kilmister, Phil Campbell, Mikkey Dee                   | Snake Bite Love                                                             | 3:27      | 1998                                | [ 15 ] |
| Devil I Know                                         | Lemmy Kilmister, Phil Campbell, Mikkey Dee                   | Kiss of Death                                                               | 3:01      | 2006                                | [ 20 ] |
| Devils                                               | Lemmy Kilmister, Phil Campbell, Michael Burston, Mikkey Dee  | Bastards                                                                    | 5:59      | 1993                                | [ 18 ] |
| Devils in My Head                                    | Lemmy Kilmister, Phil Campbell, Mikkey Dee                   | The Wörld Is Yours                                                          | 4:21      | 2010                                | [ 24 ] |
| Die You Bastard!                                     | Eddie Clarke, Lemmy Kilmister, Brian Robertson               | Another Perfect Day                                                         | 4:22      | 1983                                | [ 14 ] |
| Dirty Love                                           | Eddie Clarke                                                 | Dirty Love                                                                  | 2:55      | 1989                                | [ 19 ] |
| Do You Believe                                       | Lemmy Kilmister, Phil Campbell, Mikkey Dee                   | Aftershock                                                                  | 2:59      | 2013                                | [ 32 ] |
| Doctor Rock                                          | Lemmy Kilmister, Phil Campbell, Michael Burston, Pete Gill   | Orgasmatron                                                                 | 3:36      | 1986                                | [ 8 ] |
| Dog Face Boy                                         | Lemmy Kilmister, Phil Campbell, Michael Burston, Mikkey Dee  | Sacrifice                                                                   | 3:25      | 1995                                | [ 10 ] |
| Dogs                                                 | Lemmy Kilmister, Phil Campbell, Michael Burston, Phil Taylor | Rock ’n’ Roll                                                               | 3:46      | 1987                                | [ 9 ] |
| Dogs of War                                          | Lemmy Kilmister, Phil Campbell, Mikkey Dee                   | Snake Bite Love                                                             | 3:38      | 1998                                | [ 15 ] |
| Don’t Let Daddy Kiss Me                              | Lemmy Kilmister, Phil Campbell, Michael Burston, Mikkey Dee  | Bastards                                                                    | 4:05      | 1993                                | [ 18 ] |
| Don’t Lie to Me                                      | Lemmy Kilmister                                              | Snake Bite Love                                                             | 3:59      | 1998                                | [ 15 ] |
| Don’t Waste your Time                                | Lemmy Kilmister, Phil Campbell, Michael Burston, Mikkey Dee  | Sacrifice                                                                   | 2:32      | 1995                                | [ 10 ] |
| Down on Me                                           | Lemmy Kilmister, Phil Campbell, Mikkey Dee                   | Inferno                                                                     | 4:12      | 2004                                | [ 34 ] |
| Down the Line                                        | Lemmy Kilmister, Phil Campbell, Mikkey Dee                   | Hammered                                                                    | 4:23      | 2002                                | [ 25 ] |
| Dr. Love                                             | Lemmy Kilmister, Phil Campbell, Mikkey Dee                   | Hammered                                                                    | 3:49      | 2002                                | [ 25 ] |
| Dust and Glass                                       | Lemmy Kilmister, Phil Campbell, Mikkey Dee                   | Aftershock                                                                  | 2:51      | 2013                                | [ 32 ] |
| Eagle Rock                                           | Lemmy Kilmister, Eddie Clarke, Phil Taylor                   | The One to Sing the Blues (Single 12″, B-Seite)                             | 3:07      | 1990                                | |
| Eat the Gun                                          | Lemmy Kilmister, Phil Campbell, Mikkey Dee                   | Overnight Sensation                                                         | 2:13      | 1996                                | [ 26 ] |
| Eat the Rich                                         | Lemmy Kilmister, Phil Campbell, Michael Burston, Phil Taylor | Rock ’n’ Roll                                                               | 3:40      | 1987                                | [ 9 ] [ 33 ] |
| Electricity                                          | Lemmy Kilmister, Phil Campbell, Mikkey Dee                   | Bad Magic                                                                   | 2:17      | 2015                                | [ 29 ] |
| Emergency                                            | Denise Dufort, Kelly Johnson, Kim McAuliffe, Enid Williams   | St. Valentine’s Day Massacre No Remorse                                     | 2:27      | 1981 1984                           | Die Coverversion des Titels Emergency von Girlschool wurde für die gemeinsame EP St. Valentine’s Day Massacre 1981 aufgenommen, wobei die Schlagzeugerin Denise Dufort das Schlagzeug spielte. Auf der Kompilation-LP No Remorse wurde sie erneut veröffentlicht. |
| End of Time                                          | Lemmy Kilmister, Phil Campbell, Mikkey Dee                   | Aftershock                                                                  | 3:17      | 2013                                | [ 32 ] |
| English Rose                                         | Lemmy Kilmister, Phil Campbell, Mikkey Dee                   | Motörizer                                                                   | 3:42      | 2008                                | [ 17 ] |
| Evil Eye                                             | Lemmy Kilmister, Phil Campbell, Mikkey Dee                   | Bad Magic                                                                   | 2:20      | 2015                                | [ 29 ] |
| Fast and Loose                                       | Lemmy Kilmister, Eddie Clarke, Phil Taylor                   | Ace of Spades                                                               | 3:22      | 1980                                | [ 4 ] |
| Fight                                                | Lemmy Kilmister, Phil Campbell, Mikkey Dee                   | Inferno                                                                     | 3:42      | 2004                                | [ 34 ] |
| Fire Fire                                            | Lemmy Kilmister, Eddie Clarke, Phil Taylor                   | Ace of Spades                                                               | 2:42      | 1980                                | [ 4 ] |
| Fire Storm Hotel                                     | Lemmy Kilmister, Phil Campbell, Mikkey Dee                   | Bad Magic                                                                   | 3:35      | 2015                                | [ 29 ] |
| Fools                                                | Derek Brown, Larry Wallis                                    | On Parole                                                                   | 5:39      | 1975 (veröffentlicht 1979)          | [ 30 ] |
| Fun On The Farm                                      | Eddie Clarke                                                 | Stone Dead Forever (1997)                                                   | 3:00      | 1980 (veröffentlicht 1997)          | [ 37 ] |
| Get Back in Line                                     | Lemmy Kilmister, Phil Campbell, Mikkey Dee                   | The Wörld Is Yours                                                          | 3:36      | 2010                                | [ 24 ] |
| Go to Hell                                           | Lemmy Kilmister, Eddie Clarke, Phil Taylor                   | Iron Fist                                                                   | 3:06      | 1982                                | [ 12 ] |
| God Save the Queen                                   | Glen Matlock, John Lydon, Paul Cook, Steve Jones             | We Are Motörhead Under Cöver                                                | 3:19      | 2000 2017                           | Coverversion des Titels God Save the Queen von der Band Sex Pistols, zuerst erschienen auf dem Album We Are Motörhead 2000 und später nochmals auf Under Cöver 2017. |
| God Was Never on Your Side                           | Lemmy Kilmister, Phil Campbell, Mikkey Dee                   | Kiss of Death                                                               | 4:22      | 2006                                | [ 20 ] |
| Godzilla Akimbo                                      | Eddie Clarke                                                 | Dirty Love                                                                  | 2:21      | 1989                                | [ 19 ] |
| Going Down                                           | Lemmy Kilmister, Phil Campbell, Mikkey Dee, Todd Campbell    | Kiss of Death                                                               | 3:36      | 2006                                | [ 20 ] |
| Going to Brazil                                      | Lemmy Kilmister, Phil Campbell, Michael Burston, Phil Taylor | 1916                                                                        | 2:31      | 1991                                | [ 2 ] |
| Going to Mexico                                      | Lemmy Kilmister, Phil Campbell, Mikkey Dee                   | Aftershock                                                                  | 2:51      | 2013                                | [ 32 ] |
| (Don’t Let ’Em) Grind You Down                       | Lemmy Kilmister, Eddie Clarke, Phil Taylor                   | Iron Fist                                                                   | 3:05      | 1982                                | [ 12 ] |
| Greedy Bastads                                       | Lemmy Kilmister, Phil Campbell, Mikkey Dee                   |                                                                             |           | 2023                                | Angekündigt für die Compilation Bad Magic: Seriously Bad Magic im Februar 2023. |
| (Don’t Let ’Em) Grind You Down (Alternative Version) | Lemmy Kilmister, Eddie Clarke, Phil Taylor                   | Iron Fist (Rerelease)                                                       | 3:09      | 1982 (veröffentlicht 1996)          | eine alternative Version des gleichnamigen Liedes |
| Heart of Stone                                       | Lemmy Kilmister, Eddie Clarke, Phil Taylor                   | Iron Fist                                                                   | 3:02      | 1982                                | [ 12 ] |
| (Wearing Your) Heart on Your Sleeve                  | Lemmy Kilmister, Phil Campbell, Mikkey Dee                   | We Are Motörhead                                                            | 3:42      | 2000                                | [ 38 ] |
| Heartbreaker                                         | Lemmy Kilmister, Phil Campbell, Mikkey Dee                   | Aftershock                                                                  | 3:05      | 2013                                | [ 32 ] |
| Hell On Earth                                        | Lemmy Kilmister                                              | Hellraiser III: Hell On Earth Movie Soundtrack                              | 4:02      | 1992                                | [ 40 ] |
| Hellraiser                                           | Ozzy Osbourne, Zakk Wylde, Lemmy Kilmister                   | March ör Die Under Cöver                                                    | 4:33 4:32 | 1991 1992 2017                      | Der Titel ist eine Zusammenarbeit von Lemmy Kilmister mit Ozzy Osbourne und Zakk Wylde und erschien 1991 auf dem Album No More Tears von Ozzy Osbourne sowie 1992 als eigene Version auf dem Album March ör Die von Motörhead. Es war zudem Titeltrack für den Film Hellraiser III von 1992. 2017 wurde er auf Under Cöver nochmals veröffentlicht. |
| Heroes                                               | Lemmy Kilmister, Phil Campbell, Mikkey Dee                   | Motörizer                                                                   | 5:01      | 2008                                | [ 17 ] |
| Heroes                                               | David Bowie, Brian Eno                                       | Under Cöver                                                                 | 4:36      | 2017                                | Coverversion des Titels Heroes von David Bowie. Das Lied wurde aufgenommen bei den Sessions zu Bad Magic, jedoch erst 2017 auf Under Cöver veröffentlicht. |
| (I’m Your) Hoochie Coochie Man                       | Willie Dixon                                                 | Shine (Single 7″, 12″)                                                      | 6:31      | 1983                                | Coverversion des Blues-Stücks Hoochie Coochie Man von Willie Dixon, der vor allem durch die erste Version von Muddy Waters bekannt wurde. Das Lied wurde am 10. Juni 1983 bei einem Live-Konzert in der Apollo Manchester aufgenommen und zuerst als B-Seite der Single Shine und später auch als Bonus-Material auf der Deluxe-Version des Albums Another Perfect Day im Jahr 1996 veröffentlicht. |
| Hump on your Back                                    | Eddie Clarke                                                 | Dirty Love                                                                  | 3:42      | 1989                                | [ 19 ] |
| I Ain’t no Nice Guy                                  | Lemmy Kilmister, Phil Campbell, Michael Burston, Phil Taylor | March ör Die                                                                | 4:16      | 1992                                | [ 16 ] |
| I am the Sword                                       | Lemmy Kilmister, Phil Campbell, Michael Burston, Mikkey Dee  | Bastards                                                                    | 4:28      | 1993                                | [ 18 ] |
| I Don’t Believe a Word                               | Lemmy Kilmister, Phil Campbell, Mikkey Dee                   | Overnight Sensation                                                         | 6:31      | 1996                                | [ 26 ] |
| I Got Mine                                           | Lemmy Kilmister, Eddie Clarke, Phil Taylor                   | Another Perfect Day                                                         | 5:35      | 1983                                | [ 14 ] |
| I Know How to Die                                    | Lemmy Kilmister, Phil Campbell, Mikkey Dee                   | The Wörld Is Yours                                                          | 3:20      | 2010                                | [ 24 ] |
| I Know What You Need                                 | Lemmy Kilmister, Phil Campbell, Mikkey Dee                   | The Wörld Is Yours                                                          | 2:58      | 2010                                | [ 24 ] |
| In Another Time                                      | Lemmy Kilmister, Phil Campbell, Michael Burston, Mikkey Dee  | Sacrifice                                                                   | 3:09      | 1995                                | [ 10 ] |
| In the Black                                         | Lemmy Kilmister, Phil Campbell, Mikkey Dee                   | Inferno                                                                     | 4:31      | 2004                                | [ 34 ] |
| In the Name of Tragedy                               | Lemmy Kilmister, Phil Campbell, Mikkey Dee                   | Inferno                                                                     | 3:03      | 2004                                | [ 34 ] |
| In the Year of the Wolf                              | Lemmy Kilmister, Phil Campbell, Mikkey Dee                   | Inferno                                                                     | 4:17      | 2004                                | [ 34 ] |
| Instro                                               | Lemmy Kilmister, Eddie Clarke, Phil Taylor                   | Beer Drinkers and Hell Raisers                                              | 2:27      | 1980                                | Eines der wenigen Instrumentalstücke von Motörhead. Das Stück erschien auf der EP Beer Drinkers and Hell Raisers. |
| Iron Fist                                            | Lemmy Kilmister, Eddie Clarke, Phil Taylor                   | Iron Fist                                                                   | 2:48      | 1982                                | [ 12 ] |
| Iron Horse/Born to Loose                             | Derek Brown, Guy Lawrence, Phil Taylor                       | Motörhead On Parole                                                         | 5:10 5:17 | 1977 1975 (veröffentlicht 1979)     | [ 43 ] [ 30 ] |
| I’ll Be Your Sister                                  | Lemmy Kilmister, Eddie Clarke, Phil Taylor                   | Overkill                                                                    | 2:51      | 1979                                | [ 28 ] |
| I’m So Bad (Baby I Don’t Care)                       | Lemmy Kilmister, Phil Campbell, Michael Burston, Phil Taylor | 1916                                                                        | 3:14      | 1991                                | [ 2 ] |
| I’m the Doctor                                       | Lemmy Kilmister, Eddie Clarke, Phil Taylor                   | Iron Fist                                                                   | 2:43      | 1982                                | [ 12 ] |
| I’m your Man                                         | Lemmy Kilmister, Phil Campbell, Michael Burston, Mikkey Dee  | Bastards                                                                    | 3:28      | 1993                                | [ 18 ] |
| I’m your Witchdoctor                                 | John Mayall                                                  | Beer Drinkers and Hell Raisers                                              | 2:56      | 1980                                | Coverversion des Titels I’m your Witchdoctor von John Mayall. Der Titel erschien auf der EP Beer Drinkers and Hell Raisers. |
| Jailbait                                             | Lemmy Kilmister, Eddie Clarke, Phil Taylor                   | Ace of Spades                                                               | 3:31      | 1980                                | [ 4 ] |
| Joy of Labour                                        | Lemmy Kilmister, Phil Campbell, Mikkey Dee                   | Snake Bite Love                                                             | 4:52      | 1998                                | [ 15 ] |
| Jumpin’ Jack Flash                                   | Mick Jagger, Keith Richards, Bill Wyman                      | Bastards Neuauflage Under Cöver                                             | 3:19      | 2001 2017                           | Coverversion des Titels Jumpin’ Jack Flash, im Original von den Rolling Stones. Aufgenommen für die Neuveröffentlichung des Albums Bastards 2001 und 2017 auf Under Cöver nochmals veröffentlicht. |
| Just 'cos You Got the Power                          | Lemmy Kilmister, Phil Campbell, Michael Burston, Phil Taylor | Eat the Rich (Single 12″) Rock ’n’ Roll (Bonus)                             | 7:30      | 1987                                | [ 33 ] [ 9 ] |
| Keep Your Powder Dry                                 | Lemmy Kilmister, Phil Campbell, Mikkey Dee                   | Aftershock                                                                  | 3:54      | 2013                                | [ 32 ] |
| Keep us on the Road                                  | Eddie Clarke, Mick Farren, Lemmy Kilmister, Phil Taylor      | Motörhead                                                                   | 5:45      | 1977                                | [ 43 ] |
| Keys to the Kingdom                                  | Lemmy Kilmister, Phil Campbell, Mikkey Dee                   | Inferno                                                                     | 4:46      | 2004                                | [ 34 ] |
| Kill the World                                       | Lemmy Kilmister, Phil Campbell, Mikkey Dee                   | Hammered                                                                    | 3:39      | 2002                                | [ 25 ] |
| Killed by Death                                      | Lemmy Kilmister, Phil Campbell, Michael Burston, Pete Gill   | No Remorse                                                                  | 4:42      | 1984                                | [ 44 ] [ 36 ] |
| Killers                                              | Lemmy Kilmister, Phil Campbell, Mikkey Dee                   | Inferno                                                                     | 4:14      | 2004                                | [ 34 ] |
| King of Kings                                        | Lemmy Kilmister, Phil Campbell, Mikkey Dee                   | WWE Wreckless Intent                                                        | 3:58      | 2006                                | Der Titel als Eingangsstück für den Wrestler Triple H („The Game“) geschrieben und auf der Kompilation WWE Wreckless Intent der World Wrestling Entertainment Inc. (WWE) veröffentlicht. |
| Kingdom of the Worm                                  | Lemmy Kilmister, Phil Campbell, Mikkey Dee, Todd Campbell    | Kiss of Death                                                               | 4:09      | 2006                                | [ 20 ] |
| Knife                                                | Lemmy Kilmister, Phil Campbell, Mikkey Dee                   | Aftershock                                                                  | 2:57      | 2013                                | [ 32 ] |
| Lawman                                               | Lemmy Kilmister, Eddie Clarke, Phil Taylor                   | Bomber                                                                      | 3:57      | 1979                                | [ 11 ] |
| Leaving Here                                         | Holland–Dozier–Holland                                       | Hits Greatest Stiffs (Compilation)                                          | 2:56      | 1975 (erstmals veröffentlicht 1977) | Coverversion eines kleineren Hits von Eddie Holland aus dem Jahr 1964; Motörhead orientierten sich an der Coverversion von The Birds aus dem Jahr 1965. Vorgesehen als Single B-Seite von White Line Fever auf Stiff Records für Dezember 1976, wegen vertraglicher Unstimmigkeiten nicht veröffentlicht, jedoch in Frankreich und Schweden 1977 auch als Single A-Seite erschienen. Erstveröffentlichung war auf einer Stiff-Compilation als Leavin' Here. Das Lied erschien außerdem 1979 auf dem Album On Parole, dessen Wiederveröffentlichung aus dem Jahr 1997 außerdem eine alternative Version enthielt. |
| Lemmy Goes To The Pub                                | Lemmy Kilmister, Eddie Clarke, Phil Taylor                   | Iron Fist (Rerelease)                                                       | 3:02      | 1982 (veröffentlicht 1996)          | Lemmy Goes To The Pub ist eine alternative Version des Liedes Heart Of Stone. |
| Liar                                                 | Lemmy Kilmister, Phil Campbell, Michael Burston, Mikkey Dee  | Bastards                                                                    | 4:10      | 1993                                | [ 18 ] |
| Life’s a Bitch                                       | Lemmy Kilmister, Phil Campbell, Mikkey Dee                   | Inferno                                                                     | 4:13      | 2004                                | [ 34 ] |
| Like A Nightmare                                     | Lemmy Kilmister, Eddie Clarke, Phil Taylor                   | No Class (Single 7″)                                                        | 4:28      | 1979                                | [ 48 ] |
| Limb from Limb                                       | Lemmy Kilmister, Eddie Clarke, Phil Taylor                   | Overkill                                                                    | 4:53      | 1979                                | [ 28 ] |
| Listen to Your Heart                                 | Lemmy Kilmister, Phil Campbell, Mikkey Dee                   | Overnight Sensation                                                         | 3:45      | 1996                                | [ 26 ] |
| Live to Win                                          | Lemmy Kilmister, Eddie Clarke, Phil Taylor                   | Ace of Spades                                                               | 3:34      | 1980                                | [ 4 ] |
| Living in the Past                                   | Lemmy Kilmister, Phil Campbell, Mikkey Dee, Todd Campbell    | Kiss of Death                                                               | 3:46      | 2006                                | [ 20 ] |
| Locomotive                                           | Lemmy Kilmister, Pete Gill, Phil Campbell, Michael Burston   | No Remorse                                                                  | 3:21      | 1984                                | [ 36 ] |
| Loser                                                | Lemmy Kilmister, Eddie Clarke, Phil Taylor                   | Iron Fist                                                                   | 3:52      | 1982                                | [ 12 ] |
| Lost in the Ozone                                    | Lemmy Kilmister, Phil Campbell, Michael Burston, Mikkey Dee  | Bastards                                                                    | 3:26      | 1993                                | [ 18 ] |
| Lost Johnny                                          | Mick Farren, Lemmy Kilmister                                 | Motörhead On Parole                                                         | 4:10 3:31 | 1977 1975 (veröffentlicht 1979)     | Ebenso wie das Lied Motörhead wurde Lost Johnny von Lemmy Kilmister geschrieben, während er noch Mitglied der Band Hawkwind war. Es erschien 1974 auf dem Hawkwind-Album Hall of the Mountain Grill. |
| Lost Woman Blues                                     | Lemmy Kilmister, Phil Campbell, Mikkey Dee                   | Aftershock                                                                  | 4:09      | 2013                                | [ 32 ] |
| Louie Louie                                          | Richard Berry                                                | Louie Louie (Single 7″)                                                     | 2:43      | 1978                                | Das Lied erschien zunächst als Single mit Tear You Down als B-Seite und wurde 1996 zusammen mit einer alternativen Version als Bonus auf der Deluxe-Version des Albums Overkill wiederveröffentlicht. |
| Love Can’t Buy You Money                             | Lemmy Kilmister, Phil Campbell, Mikkey Dee                   | Overnight Sensation                                                         | 3:06      | 1996                                | [ 26 ] |
| Love For Sale                                        | Lemmy Kilmister, Phil Campbell, Mikkey Dee                   | Snake Bite Love                                                             | 4:52      | 1998                                | [ 15 ] |
| Love Me Forever                                      | Lemmy Kilmister, Phil Campbell, Michael Burston, Phil Taylor | 1916                                                                        | 5:28      | 1991                                | [ 2 ] |
| Love Me Like a Reptile                               | Lemmy Kilmister, Eddie Clarke, Phil Taylor                   | Ace of Spades                                                               | 3:21      | 1980                                | [ 4 ] |
| Make ’Em Blind                                       | Lemmy Kilmister, Phil Campbell, Michael Burston, Mikkey Dee  | Sacrifice                                                                   | 4:25      | 1995                                | [ 10 ] |
| Make My Day                                          | Lemmy Kilmister, Phil Campbell, Michael Burston, Phil Taylor | 1916                                                                        | 4:25      | 1991                                | [ 2 ] |
| March ör Die                                         | Lemmy Kilmister, Phil Campbell, Michael Burston, Phil Taylor | March ör Die                                                                | 5:43      | 1992                                | [ 16 ] |
| Marching off the War                                 | Lemmy Kilmister, Brian Robertson, Phil Taylor                | Another Perfect Day                                                         | 4:11      | 1983                                | [ 14 ] |
| Masterplan                                           | Rod Swenson, Richie Stotts                                   | Stand by Your Man                                                           | 3:06      | 1982                                | Der Song Masterplan der Band Plasmatics erschien 1982 auf der EP Stand by Your Man, die Lemmy gemeinsam mit der Sängerin der Band, Wendy O. Williams, aufnahm. Anders als die beiden anderen Songs der EP wurde er auf keinem Album von Motörhead veröffentlicht. |
| Mean Machine                                         | Lemmy Kilmister, Phil Campbell, Michael Burston, Pete Gill   | Orgasmatron                                                                 | 2:59      | 1986                                | [ 8 ] |
| Metropolis                                           | Lemmy Kilmister, Eddie Clarke, Phil Taylor                   | Overkill                                                                    | 2:33      | 1979                                | [ 28 ] |
| Mine All Mine                                        | Lemmy Kilmister, Phil Campbell, Mikkey Dee                   | Hammered                                                                    | 4:12      | 2002                                | [ 25 ] |
| Motörhead (gelegentlich auch Motorhead)              | Lemmy Kilmister                                              | Motörhead On Parole                                                         | 3:12 2:57 | 1977 1975 (veröffentlicht 1979)     | Das Lied wurde von Lemmy Kilmister ursprünglich für die Band Hawkwind geschrieben, bei der er vor Gründung von Motörhead aktiv war. Der Titel wurde 1975 als B-Seite der Hawkwind-Single Kings of Speed veröffentlicht, zudem wurde er als Bonus-Track bei späteren CD-Versionen des Albums Warrior on the Edge of Time verwendet. Auf der Wiederveröffentlichung des Albums On Parole aus dem Jahr 1997 befand sich zudem eine alternative Version der ursprünglichen LP-Aufnahme. |
| Murder Show                                          | Lemmy Kilmister, Phil Campbell, Mikkey Dee                   | Overnight Sensation                                                         | 3:03      | 1996                                | [ 26 ] |
| Nadine                                               | Chuck Berry                                                  | Stone Dead Forever (2003)                                                   | 3:17      | 1982 (veröffentlicht 2003)          | Live-Version des im Original von Chuck Berry gesungenen Liedes |
| Name in Vain                                         | Lemmy Kilmister, Phil Campbell, Michael Burston, Phil Taylor | March ör Die                                                                | 3:06      | 1992                                | [ 16 ] |
| Night Side                                           | Lemmy Kilmister, Phil Campbell, Mikkey Dee                   | Snake Bite Love                                                             | 3:37      | 1998                                | [ 15 ] |
| Nightmare/The Dreamtime                              | Lemmy Kilmister, Phil Campbell, Michael Burston, Phil Taylor | 1916                                                                        | 4:40      | 1991                                | [ 2 ] |
| No Class                                             | Lemmy Kilmister, Eddie Clarke, Phil Taylor                   | Overkill                                                                    | 2:37      | 1979                                | No Class erschien zudem 1982 auf der EP Stand by Your Man, die Lemmy gemeinsam mit Wendy O. Williams, der Sängerin der Band Plasmatics, aufnahm. Er erschien in dieser Fassung später als Bonustrack auf dem Album No Remorse. |
| No Remorse                                           | Lemmy Kilmister, Phil Campbell, Mikkey Dee                   | Hammered                                                                    | 5:18      | 2002                                | [ 25 ] |
| No Voices in the Sky                                 | Lemmy Kilmister, Phil Campbell, Michael Burston, Phil Taylor | 1916                                                                        | 4:12      | 1991                                | [ 2 ] |
| Nothing up my Sleeve                                 | Lemmy Kilmister, Phil Campbell, Michael Burston, Pete Gill   | Orgasmatron                                                                 | 3:10      | 1986                                | [ 8 ] |
| On Parole                                            | Larry Wallis                                                 | On Parole                                                                   | 5:38      | 1975 (veröffentlicht 1979)          | Auf der Wiederveröffentlichung des Albums On Parole aus dem Jahr 1997 befand sich zudem eine alternative Version der ursprünglichen LP-Aufnahme. |
| On the Road                                          | Lemmy Kilmister, Phil Campbell, Michael Burston, Pete Gill   | Deaf Forever (Single 7″, 12″)                                               |           | 1986                                | Als Live-Version erschienen auf der B-Seite der Single 7″ und 12″ von Deaf Forever; auf der 12″ gab es zusätzlich eine Live-Version von Steal Your Face |
| On Your Feet or on Your Knees                        | Lemmy Kilmister, Phil Campbell, Michael Burston, Mikkey Dee  | Bastards                                                                    | 2:33      | 1993                                | [ 18 ] |
| One More Fucking Time                                | Lemmy Kilmister, Phil Campbell, Mikkey Dee                   | We Are Motörhead                                                            | 6:47      | 2000                                | [ 38 ] |
| One Night Stand                                      | Lemmy Kilmister, Phil Campbell, Mikkey Dee, Todd Campbell    | Kiss of Death                                                               | 3:07      | 2006                                | [ 20 ] |
| One Short Life                                       | Lemmy Kilmister, Phil Campbell, Mikkey Dee                   | Motörizer                                                                   | 4:10      | 2008                                | [ 17 ] |
| One Track Mind                                       | Lemmy Kilmister, Brian Robertson, Phil Taylor                | Another Perfect Day                                                         | 5:35      | 1983                                | [ 14 ] |
| Order/Fade to Black                                  | Lemmy Kilmister, Phil Campbell, Michael Burston, Mikkey Dee  | Sacrifice                                                                   | 4:02      | 1995                                | [ 10 ] |
| Orgasmatron                                          | Lemmy Kilmister, Phil Campbell, Michael Burston, Pete Gill   | Orgasmatron                                                                 | 5:25      | 1986                                | [ 8 ] |
| Out of the Sun                                       | Lemmy Kilmister, Phil Campbell, Michael Burston, Mikkey Dee  | Sacrifice                                                                   | 3:43      | 1995                                | [ 10 ] |
| Out to Lunch                                         | Lemmy Kilmister, Phil Campbell, Mikkey Dee                   | We Are Motörhead                                                            | 3:27      | 2000                                | [ 38 ] |
| Outlaw                                               | Lemmy Kilmister, Phil Campbell, Mikkey Dee                   | The Wörld Is Yours                                                          | 3:31      | 2010                                | [ 24 ] |
| Over the Top                                         | Lemmy Kilmister, Eddie Clarke, Phil Taylor                   | Bomber (Single)                                                             | 3:17      | 1979                                | Over the Top erschien zuerst als B-Seite der Single Bomber und wurde nicht auf das ursprüngliche gleichnamige Album aufgenommen. Bei späteren Auflagen des Albums wurde der Song als Bonustitel zugefügt. |
| Over your Shoulder                                   | Lemmy Kilmister, Phil Campbell, Michael Burston, Mikkey Dee  | Sacrifice                                                                   | 3:17      | 1995                                | [ 10 ] |
| Overkill                                             | Lemmy Kilmister, Eddie Clarke, Phil Taylor                   | Overkill                                                                    | 5:10      | 1979                                | [ 28 ] |
| Overnight Sensation                                  | Lemmy Kilmister, Phil Campbell, Mikkey Dee                   | Overnight Sensation                                                         | 4:10      | 1996                                | [ 26 ] |
| Paralyzed                                            | Lemmy Kilmister, Phil Campbell, Mikkey Dee                   | Aftershock                                                                  | 2:50      | 2013                                | [ 32 ] |
| (I Won’t) Pay Your Price                             | Lemmy Kilmister, Eddie Clarke, Phil Taylor                   | Overkill                                                                    | 2:53      | 1979                                | [ 28 ] |
| Please don’t Touch                                   | Johnny Kidd, Guy Robinson                                    | St. Valentine’s Day Massacre No Remorse                                     | 3:27      | 1984                                | Die Coverversion des Titels Please don’t Touch von Johnny Kidd & the Pirates wurde gemeinsam mit der Band Girlschool für die gemeinsame EP St. Valentine’s Day Massacre 1981 aufgenommen. Auf der Kompilation-LP No Remorse wurde sie erneut veröffentlicht. |
| Poison                                               | Lemmy Kilmister, Eddie Clarke, Phil Taylor                   | Bomber                                                                      | 2:57      | 1979                                | [ 11 ] |
| Queen of the Damned                                  | Lemmy Kilmister, Phil Campbell, Mikkey Dee                   | Aftershock                                                                  | 2:41      | 2013                                | [ 32 ] |
| R.A.M.O.N.E.S.                                       | Lemmy Kilmister, Phil Campbell, Michael Burston, Phil Taylor | 1916                                                                        | 1:26      | 1991                                | R.A.M.O.N.E.S. ist das kürzeste Lied des Albums 1916. Es ist ein Tribute an die Punk-Band Ramones in deren Stil, wobei die Namen der Bandmitglieder im Text vorkommen. |
| Red Raw                                              | Lemmy Kilmister, Phil Campbell, Mikkey Dee                   | Hammered                                                                    | 4:04      | 2002                                | [ 25 ] |
| Remember Me, I’m Gone                                | Lemmy Kilmister, Eddie Clarke, Phil Taylor                   | Iron Fist (Rerelease)                                                       | 2:20      | 1982 (veröffentlicht 1996)          | [ 39 ] |
| (Don’t Need) Religion                                | Lemmy Kilmister, Eddie Clarke, Phil Taylor                   | Iron Fist                                                                   | 2:41      | 1982                                | [ 12 ] |
| Ridin' with the Driver                               | Lemmy Kilmister, Phil Campbell, Michael Burston, Pete Gill   | Orgasmatron                                                                 | 3:46      | 1986                                | [ 8 ] |
| Rockaway Beach                                       | Dee Dee Ramone (Ramones)                                     | Under Cöver                                                                 | 2:16      | 2017                                | Coverversion des Titels Rockaway Beach von der Band The Ramones. Entstanden ist die Aufnahme als Demo aus den Hammered-Sessions 2002, sie wurde jedoch erst 2017 auf Under Cöver veröffentlicht. |
| Rock 'n' Roll                                        | Lemmy Kilmister, Phil Campbell, Michael Burston, Phil Taylor | Rock ’n’ Roll                                                               | 3:48      | 1987                                | [ 9 ] |
| Rock ’n’ Roll Music                                  | Lemmy Kilmister, Phil Campbell, Mikkey Dee                   | The Wörld Is Yours                                                          | 4:25      | 2010                                | [ 24 ] |
| Rock it                                              | Lemmy Kilmister, Eddie Clarke, Phil Taylor                   | Another Perfect Day                                                         | 3:55      | 1983                                | [ 14 ] |
| Rock Out                                             | Lemmy Kilmister, Phil Campbell, Mikkey Dee                   | Motörizer                                                                   | 2:10      | 2008                                | [ 17 ] |
| Rosalie                                              | Bob Seger                                                    | Just Cos Montreux Got The Power                                             |           | 2007                                | Der Song Rosalie ist eine Coverversion, das Original stammt von Bob Seger und wurde von Thin Lizzy 1978 ebenfalls als Cover-Version veröffentlicht. Motörhead veröffentlichte diesen Song nie auf einem offiziellen Album, obwohl er mehrfach auf Konzerten gespielt wurde. Auf dem inoffiziellen und limitierten Live-Album Just Cos Montreux Got The Power, aufgenommen beim Montreux Jazz Festival 2007 taucht er als erster Song auf. |
| Runaround Man                                        | Lemmy Kilmister, Phil Campbell, Mikkey Dee                   | Motörizer                                                                   | 3:02      | 2008                                | [ 17 ] |
| Sacrifice                                            | Lemmy Kilmister, Phil Campbell, Michael Burston, Mikkey Dee  | Sacrifice                                                                   | 3:16      | 1995                                | [ 10 ] |
| Same Old Song, I’m Gone                              | Lemmy Kilmister, Eddie Clarke, Phil Taylor                   | Iron Fist (Rerelease)                                                       | 3:09      | 1982 (veröffentlicht 1996)          | eine alternative Version des Liedes Remember Me, I’m Gone |
| See Me Burning                                       | Lemmy Kilmister, Phil Campbell, Mikkey Dee                   | We Are Motörhead                                                            | 3:00      | 2000                                | [ 38 ] |
| Sex & Death                                          | Lemmy Kilmister, Phil Campbell, Michael Burston, Mikkey Dee  | Sacrifice                                                                   | 2:02      | 1995                                | [ 10 ] |
| Sex & Outrage                                        | Lemmy Kilmister, Eddie Clarke, Phil Taylor                   | Iron Fist                                                                   | 2:08      | 1982                                | [ 12 ] |
| Serial Killer                                        | Lemmy Kilmister, Phil Campbell, Mikkey Dee                   | Hammered                                                                    | 1:45      | 2002                                | [ 25 ] |
| Shake the World                                      | Lemmy Kilmister, Phil Campbell, Mikkey Dee                   | Overnight Sensation                                                         | 3:29      | 1996                                | [ 26 ] |
| Sharpshooter                                         | Lemmy Kilmister, Eddie Clarke, Phil Taylor                   | Bomber                                                                      | 3:17      | 1979                                | [ 11 ] |
| Shine                                                | Lemmy Kilmister, Brian Robertson, Phil Taylor                | Another Perfect Day                                                         | 3:08      | 1983                                | [ 14 ] |
| Shoot ’Em Down                                       | Dee Snider                                                   | Twisted Forever Under Cöver                                                 | 3:53      | 2001 2017                           | Coverversion des Shoot ’Em Down der Band Twisted Sister. Der Titel erschien zuerst auf dem Tribute-Album Twisted Forever und wurde auf Under Cöver neu veröffentlicht. |
| Shoot Out All of Your Lights                         | Lemmy Kilmister, Phil Campbell, Mikkey Dee                   | Bad Magic                                                                   | 3:15      | 2015                                | [ 29 ] |
| Shoot You In The Back                                | Lemmy Kilmister, Eddie Clarke, Phil Taylor                   | Ace of Spades                                                               | 2:37      | 1980                                | [ 4 ] |
| Shut it Down                                         | Lemmy Kilmister, Eddie Clarke, Phil Taylor                   | Iron Fist                                                                   | 2:39      | 1982                                | [ 12 ] |
| Shut You Down                                        | Lemmy Kilmister, Phil Campbell, Michael Burston, Phil Taylor | 1916                                                                        | 2:41      | 1991                                | [ 2 ] |
| Shut Your Mouth                                      | Lemmy Kilmister, Phil Campbell, Mikkey Dee                   | Hammered                                                                    | 4:08      | 2002                                | [ 25 ] |
| Silence When You Speak to Me                         | Lemmy Kilmister, Phil Campbell, Mikkey Dee                   | Aftershock                                                                  | 4:30      | 2013                                | [ 32 ] |
| Slow Dance                                           | Lemmy Kilmister, Phil Campbell, Mikkey Dee                   | We Are Motörhead                                                            | 4:30      | 2000                                | [ 38 ] |
| Smiling Like a Killer                                | Lemmy Kilmister, Phil Campbell, Mikkey Dee                   | Inferno                                                                     | 2:44      | 2004                                | [ 34 ] |
| Snaggletooth                                         | Lemmy Kilmister, Pete Gill, Phil Campbell, Michael Burston   | No Remorse                                                                  | 3:49      | 1984                                | [ 36 ] |
| Snake Bite Love                                      | Lemmy Kilmister, Phil Campbell, Mikkey Dee                   | Snake Bite Love                                                             | 3:30      | 1998                                | [ 15 ] |
| Speedfreak                                           | Lemmy Kilmister, Eddie Clarke, Phil Taylor                   | Iron Fist                                                                   | 3:25      | 1982                                | [ 12 ] |
| Stagefright/Crash & Burn                             | Lemmy Kilmister, Phil Campbell, Mikkey Dee                   | We Are Motörhead                                                            | 3:02      | 2000                                | [ 38 ] |
| Stand                                                | Lemmy Kilmister, Phil Campbell, Michael Burston, Phil Taylor | March ör Die                                                                | 3:32      | 1992                                | [ 16 ] |
| Stand by your Man                                    | Tammy Wynette, Billy Sherrill                                | Stand by Your Man                                                           | 3:06      | 1982                                | Der Coversong Stand by your Man erschien 1982 auf der gleichnamigen EP, die Lemmy gemeinsam mit Wendy O. Williams, der Sängerin der Band Plasmatics aufnahm. Er wurde später als Bonussong auf dem Album No Remorse veröffentlicht. |
| Starstruck                                           | Ritchie Blackmore, Ronnie James Dio                          | This Is Your Life Under Cöver                                               | 4:06      | 2014 2017                           | Coverversion des Titels Starstruck von der Band Rainbow. Das Lied wurde 2014 zusammen mit Biff Byford für das Tribute-Album This Is Your Life für Ronnie James Dio aufgenommen und 2017 auf Under Cöver erneut veröffentlicht. |
| Stay Clean                                           | Lemmy Kilmister, Eddie Clarke, Phil Taylor                   | Overkill                                                                    | 2:28      | 1979                                | [ 28 ] |
| Stay Out of Jail                                     | Lemmy Kilmister, Phil Campbell, Mikkey Dee                   | We Are Motörhead                                                            | 3:03      | 2000                                | [ 38 ] |
| Steal Your Face                                      | Lemmy Kilmister, Pete Gill, Phil Campbell, Michael Burston   | No Remorse                                                                  | 4:21      | 1984                                | [ 36 ] |
| Step Down                                            | Lemmy Kilmister, Eddie Clarke, Phil Taylor                   | Bomber                                                                      | 3:41      | 1979                                | Dies ist der einzige Titel auf dem Album, bei dem Eddie Clarke den Gesang übernimmt. |
| Stone Dead Forever                                   | Lemmy Kilmister, Eddie Clarke, Phil Taylor                   | Bomber                                                                      | 4:54      | 1979                                | [ 11 ] |
| Stone Deaf in the USA                                | Lemmy Kilmister, Phil Campbell, Michael Burston, Phil Taylor | Rock ’n’ Roll                                                               | 3:34      | 1987                                | [ 9 ] |
| Sucker                                               | Lemmy Kilmister, Phil Campbell, Mikkey Dee, Todd Campbell    | Kiss of Death                                                               | 2:59      | 2006                                | [ 20 ] |
| Suicide                                              | Lemmy Kilmister, Phil Campbell, Mikkey Dee                   | Inferno                                                                     | 5:07      | 2004                                | [ 34 ] |
| Sweet Revenge                                        | Lemmy Kilmister, Eddie Clarke, Phil Taylor                   | Bomber                                                                      | 4:13      | 1979                                | [ 11 ] |
| Sword of Glory                                       | Lemmy Kilmister, Phil Campbell, Mikkey Dee, Todd Campbell    | Kiss of Death                                                               | 3:58      | 2006                                | [ 20 ] |
| Sympathy for the Devil                               | Mick Jagger, Keith Richards                                  | Bad Magic                                                                   | 5:25      | 2015                                | Coverversion des Titels Sympathy for the Devil, im Original von den Rolling Stones. Aufgenommen für die Neuveröffentlichung des Albums Bad Magic 2015 und 2017 auf Under Cöver nochmals veröffentlicht. |
| Take the Blame                                       | Lemmy Kilmister, Phil Campbell, Mikkey Dee                   | Snake Bite Love                                                             | 4:03      | 1998                                | [ 15 ] |
| Tales of Glory                                       | Lemmy Kilmister, Brian Robertson, Phil Taylor                | Another Perfect Day                                                         | 2:54      | 1983                                | [ 14 ] |
| Talking Head                                         | Lemmy Kilmister, Eddie Clarke, Phil Taylor                   | Bomber                                                                      | 3:43      | 1979                                | [ 11 ] |
| Teach Them How to Bleed                              | Lemmy Kilmister, Phil Campbell, Mikkey Dee                   | Bad Magic                                                                   | 3:13      | 2015                                | [ 29 ] |
| Teach You How to Sing the Blues                      | Lemmy Kilmister, Phil Campbell, Mikkey Dee                   | Motörizer                                                                   | 3:05      | 2008                                | [ 17 ] |
| Tear Ya Down                                         | Lemmy Kilmister, Eddie Clarke, Phil Taylor                   | Overkill                                                                    | 2:38      | 1979                                | [ 28 ] |
| Tear Ya Down (Instrumental Version)                  | Lemmy Kilmister, Eddie Clarke, Phil Taylor                   | Overkill (Rerelease)                                                        | 2:39      | 1979 (veröffentlicht 1996)          | [ 51 ] |
| Tell Me Who to Kill                                  | Lemmy Kilmister, Phil Campbell, Mikkey Dee                   | Bad Magic                                                                   | 2:57      | 2015                                | [ 29 ] |
| Terminal Show                                        | Lemmy Kilmister, Phil Campbell, Mikkey Dee                   | Inferno                                                                     | 3:45      | 2004                                | [ 34 ] |
| The Chase is Better than the Catch                   | Lemmy Kilmister, Eddie Clarke, Phil Taylor                   | Ace of Spades                                                               | 4:15      | 1980                                | [ 4 ] |
| The Devil                                            | Lemmy Kilmister, Phil Campbell, Mikkey Dee                   | Bad Magic                                                                   | 2:54      | 2015                                | [ 29 ] |
| The Game                                             | Jim Johnston                                                 | Hammered (Bonus)                                                            | 3:30      | 2002                                | Der Titel wurde von Jim Johnston als Einlauftitel für den Wrestler Triple H („The Game“) in der World Wrestling Entertainment Inc. (WWE) geschrieben. Das Lied wurde von Motörhead eingespielt und als Bonus-Track auf dem Album Hammered veröffentlicht. |
| The Hammer                                           | Lemmy Kilmister, Eddie Clarke, Phil Taylor                   | Ace of Spades                                                               | 2:45      | 1980                                | [ 4 ] |
| The One to Sing the Blues                            | Lemmy Kilmister, Phil Campbell, Michael Burston, Phil Taylor | 1916                                                                        | 3:07      | 1991                                | [ 2 ] |
| (We are) The Road Crew                               | Lemmy Kilmister, Eddie Clarke, Phil Taylor                   | Ace of Spades                                                               | 3:10      | 1980                                | [ 4 ] |
| The Thousand Names of God                            | Lemmy Kilmister, Phil Campbell, Mikkey Dee                   | Motörizer                                                                   | 4:38      | 2008                                | [ 17 ] |
| The Train Kept A-Rollin'                             | Tiny Bradshaw, Howard Kay, Lois Mann                         | Motörhead                                                                   | 3:00      | 1977                                | Coverversion des Titels The Train Kept A-Rollin' von Tiny Bradshaw |
| The Watcher                                          | Lemmy Kilmister                                              | Motörhead On Parole                                                         | 5:20 4:50 | 1977 1975 (veröffentlicht 1979)     | Ebenso wie das Lied Motörhead wurde Lost Johnny von Lemmy Kilmister geschrieben, während er noch Mitglied der Band Hawkwind war. Es erschien 1972 auf dem Hawkwind-Album Doremi Fasol Latido. |
| The Wolf                                             | Lemmy Kilmister, Phil Campbell, Michael Burston, Phil Taylor | Rock ’n’ Roll                                                               | 3:25      | 1987                                | [ 9 ] |
| Them not Me                                          | Lemmy Kilmister, Phil Campbell, Mikkey Dee                   | Overnight Sensation                                                         | 2:47      | 1996                                | [ 26 ] |
| Thunder & Lightning                                  | Lemmy Kilmister, Phil Campbell, Mikkey Dee                   | Bad Magic                                                                   | 3:06      | 2015                                | [ 29 ] |
| Till the End                                         | Lemmy Kilmister, Phil Campbell, Mikkey Dee                   | Bad Magic                                                                   | 4:05      | 2015                                | [ 29 ] |
| Time is Right                                        | Lemmy Kilmister, Phil Campbell, Mikkey Dee                   | Motörizer                                                                   | 3:16      | 2008                                | [ 17 ] |
| Too Good to Be True                                  | Lemmy Kilmister, Phil Campbell, Michael Burston, Phil Taylor | March ör Die                                                                | 3:36      | 1992                                | [ 16 ] |
| Too Late, Too Late                                   | Lemmy Kilmister, Eddie Clarke, Phil Taylor                   | Overkill (Single 7″)                                                        | 3:24      | 1979                                | Das Lied erschien zunächst als B-Seite der Single Overkill und wurde 1996 als Bonus auf der Deluxe-Version des Albums Overkill wiederveröffentlicht. |
| Traitor                                              | Lemmy Kilmister, Phil Campbell, Michael Burston, Phil Taylor | Rock ’n’ Roll                                                               | 3:18      | 1987                                | [ 9 ] |
| Treat Me Nice                                        | Eddie Clarke                                                 | Stone Dead Forever (1997)                                                   | 3:54      | 1980 (veröffentlicht 1997)          | ursprüngliche Fassung von You Better Run |
| Trigger                                              | Lemmy Kilmister, Phil Campbell, Mikkey Dee, Todd Campbell    | Kiss of Death                                                               | 3:53      | 2006                                | [ 20 ] |
| Turn You Round Again                                 | Eddie Clarke, Lemmy Kilmister, Brian Robertson               | I Got Mine (Single 12″)                                                     | 3:57      | 1983                                | [ 66 ] |
| Under the Gun                                        | Lemmy Kilmister, Phil Campbell, Mikkey Dee, Todd Campbell    | Kiss of Death                                                               | 4:46      | 2006                                | [ 20 ] |
| Under the Knife (I)                                  | Lemmy Kilmister, Phil Campbell, Michael Burston, Pete Gill   | Killed by Death (Single)                                                    | 3:43      | 1984                                | [ 44 ] |
| Under the Knife (II)                                 | Lemmy Kilmister, Phil Campbell, Michael Burston, Pete Gill   | Killed by Death (Single)                                                    | 4:31      | 1984                                | [ 44 ] |
| Vibrator                                             | Larry Wallis                                                 | Motörhead On Parole                                                         | 3:30 2:53 | 1977 1975 (veröffentlicht 1979)     | [ 43 ] [ 30 ] |
| Victory or Die                                       | Lemmy Kilmister, Phil Campbell, Mikkey Dee                   | Bad Magic                                                                   | 3:08      | 2015                                | [ 29 ] |
| Voices From the War                                  | Lemmy Kilmister, Phil Campbell, Mikkey Dee                   | Hammered                                                                    | 4:28      | 2002                                | [ 25 ] |
| Waiting for the Snake                                | Lemmy Kilmister, Phil Campbell, Mikkey Dee                   | The Wörld Is Yours                                                          | 3:42      | 2010                                | [ 24 ] |
| Wake the Dead                                        | Lemmy Kilmister, Phil Campbell, Mikkey Dee                   | We Are Motörhead                                                            | 5:15      | 2000                                | [ 38 ] |
| Walk a Crooked Mile                                  | Lemmy Kilmister, Phil Campbell, Mikkey Dee                   | Hammered                                                                    | 5:53      | 2002                                | [ 25 ] |
| Waltz of the Vampire                                 | Eddie Clarke                                                 | Dirty Love                                                                  | 3:39      | 1989                                | [ 19 ] |
| War for War                                          | Lemmy Kilmister, Phil Campbell, Michael Burston, Mikkey Dee  | Sacrifice                                                                   | 3:08      | 1995                                | [ 10 ] |
| We Are Motörhead                                     | Lemmy Kilmister, Phil Campbell, Mikkey Dee                   | We Are Motörhead                                                            | 2:21      | 2000                                | [ 38 ] |
| We Bring the Shake                                   | Lemmy Kilmister, Phil Campbell, Michael Burston, Mikkey Dee  | Bastards                                                                    | 3:46      | 1993                                | [ 18 ] |
| When the Eagle Screams                               | Lemmy Kilmister, Phil Campbell, Mikkey Dee                   | Motörizer                                                                   | 3:45      | 2008                                | [ 17 ] |
| When the Sky Comes Looking for You                   | Lemmy Kilmister, Phil Campbell, Mikkey Dee                   | Bad Magic                                                                   | 2:58      | 2015                                | [ 29 ] |
| Whiplash                                             | James Hetfield, Lars Ulrich                                  | Metallic Attack – The Ultimate Tribute Kiss of Death (DigiPack) Under Cöver | 3:49      | 2005 2017                           | Coverversion des Titels Whiplash, im Original von Metallica. Aufgenommen wurde die Version für das Tribute-Album Metallic Attack – The Ultimate Tribute aus dem Jahr 2005, für die Version erhielt Motörhead bei den Grammy Awards 2005 eine Auszeichnung in der Kategorie Best Metal Performance. 2017 wurde es auf Under Cöver nochmals veröffentlicht. |
| White Line Fever (Stiff-Version)                     | Eddie Clarke, Lemmy Kilmister, Phil Taylor                   | Bunch of Stiffs (auch A Bunch of Stiff Records, Compilation)                | 2:42      | 1977                                | Vorgesehen als Single-A-Seite auf Stiff Records für Dezember 1976, wegen vertraglicher Unstimmigkeiten nicht veröffentlicht, jedoch in Frankreich und Schweden 1977 auch als Single B-Seite von Leaving Here erschienen. Erstveröffentlichung war auf einer Stiff-Compilation. Dies war die erste Aufnahme des Songs, produziert von der Band. Für das Album Motörhead wurde es mit Produzent Speedy Keen neu aufgenommen (s. u.) |
| White Line Fever                                     | Eddie Clarke, Lemmy Kilmister, Phil Taylor                   | Motörhead                                                                   | 2:32      | 1977                                | Das Lied war nach Aussagen von Lemmy das erste, das er für Motörhead schrieb, um das erste Album Motörhead zu füllen. Dabei wurde es zuerst als B-Seite für die Single Leaving Here veröffentlicht, kam dann aber trotz der damals gängigen Praxis, dass B-Seiten nicht auf Alben veröffentlicht werden, in einer Neuaufnahme mit auf das Debüt-Album. Ein Zusammenhang mit dem gleichnamigen Countrysong von Merle Haggard besteht nicht. |
| Whorehouse Blues                                     | Lemmy Kilmister, Phil Campbell, Mikkey Dee                   | Inferno                                                                     | 3:52      | 2004                                | [ 34 ] |
| You Ain’t Gonna Live Forever                         | Eddie Clarke                                                 | Stone Dead Forever (1997)                                                   | 3:11      | 1980 (veröffentlicht 1997)          | [ 37 ] |
| You Better Run                                       | Lemmy Kilmister, Phil Campbell, Michael Burston, Phil Taylor | March ör Die                                                                | 4:51      | 1992                                | [ 16 ] |
| You Better Swim                                      | Lemmy Kilmister                                              | The Spongebob Squarepants Movie Music from the Movie and More               | 5:14      | 2004                                | alternative Fassung von You Better Run als Teil der Filmmusik zu Der SpongeBob Schwammkopf Film |
| Young And Crazy                                      | Lemmy Kilmister, Eddie Clarke, Phil Taylor                   | Iron Fist (Rerelease)                                                       | 2:18      | 1982 (veröffentlicht 1996)          | eine instrumentale Version des Liedes Sex & Outrage |

## Belege
1. 1 2 3 4 5 6 7 8 9 10 11  Motörhead – Under Cöver, Album auf discogs.com; abgerufen am 30. April 2020.
2. 1 2 3 4 5 6 7 8 9 10 11  Motörhead – 1916, Album auf discogs.com; abgerufen am 3. Mai 2020.
3. ↑  1916 auf songfacts.com; abgerufen am 3. Juli 2020
4. 1 2 3 4 5 6 7 8 9 10 11 12  Motörhead – Ace of Spades, Album auf discogs.com; abgerufen am 29. April 2020.
5. ↑  Ace of Spades auf songfacts.com; abgerufen am 7. Juli 2020
6. ↑  Ace of Spades auf cover.info; abgerufen am 7. Juli 2020
7. ↑  Secondhandsongs, cover versions of Ace of Spades, aufgerufen am 30. Dezember 2020
8. 1 2 3 4 5 6 7 8 9  Motörhead – Orgasmatron, Album auf discogs.com; abgerufen am 29. April 2020.
9. 1 2 3 4 5 6 7 8 9 10  Motörhead –Rock 'N' Roll, Album auf discogs.com; abgerufen am 3. Mai 2020.
10. 1 2 3 4 5 6 7 8 9 10 11  Motörhead – Sacrifice, Album auf discogs.com; abgerufen am 3. Mai 2020.
11. 1 2 3 4 5 6 7 8 9 10  Motörhead – Bomber, Album auf discogs.com; abgerufen am 29. April 2020.
12. 1 2 3 4 5 6 7 8 9 10 11 12  Motörhead – Iron Fist, Album auf discogs.com; abgerufen am 30. April 2020.
13. ↑  Angel City auf songfacts.com; abgerufen am 3. Juli 2020
14. 1 2 3 4 5 6 7 8 9 10  Motörhead – Another Perfect Day, Album auf discogs.com; abgerufen am 30. April 2020.
15. 1 2 3 4 5 6 7 8 9 10 11  Motörhead – Snake Bite Love, Album auf discogs.com; abgerufen am 7. Mai 2020.
16. 1 2 3 4 5 6 7 8 9 10  Motörhead – March ör Die, Album auf discogs.com; abgerufen am 3. Mai 2020.
17. 1 2 3 4 5 6 7 8 9 10 11  Motörhead – Motörizer, Album auf discogs.com; abgerufen am 7. Mai 2020.
18. 1 2 3 4 5 6 7 8 9 10 11 12 13  Motörhead – Bastards, Album auf discogs.com; abgerufen am 3. Mai 2020.
19. 1 2 3 4 5  Motörhead – Dirty Love, Album auf discogs.com; abgerufen am 3. Mai 2020.
20. 1 2 3 4 5 6 7 8 9 10 11 12  Motörhead – Kiss of Death, Album auf discogs.com; abgerufen am 7. Mai 2020.
21. 1 2 3  Motörhead – Beer Drinkers And Hell Raisers, EP auf discogs.com; abgerufen am 3. Mai 2020.
22. 1 2  Stone Dead Forever (2003), Album auf discogs.com; abgerufen am 10. Juni 2020
23. 1 2 3  Kory Grow: Motorhead’s Lemmy: My Life in 15 Snarls. auf rollingstone.com, 28. August 2015; abgerufen am 7. Juli 2020.
24. 1 2 3 4 5 6 7 8 9 10  Motörhead – The Wörld Is Yours, Album auf discogs.com; abgerufen am 7. Mai 2020.
25. 1 2 3 4 5 6 7 8 9 10 11  Motörhead – Hammered, Album auf discogs.com; abgerufen am 7. Mai 2020.
26. 1 2 3 4 5 6 7 8 9 10 11  Motörhead – Overnight Sensation, Album auf discogs.com; abgerufen am 7. Mai 2020.
27. 1 2  MOTÖRHEAD - 'Bullet In Your Brain'-Clip zum "Bad Magic: Seriously Bad Magic"-Album enthüllt auf rockhard.de, 30. November 2022; abgerufen am 1. Dezember 2022.
28. 1 2 3 4 5 6 7 8 9 10  Motörhead – Overkill, Album auf discogs.com; abgerufen am 29. April 2020.
29. 1 2 3 4 5 6 7 8 9 10 11 12 13  Motörhead – Bad Magic, Album auf discogs.com; abgerufen am 7. Mai 2020.
30. 1 2 3 4 5 6 7 8 9  Motörhead – On Parole, Album auf discogs.com; abgerufen am 29. April 2020.
31. 1 2 3 4  On Parole (Rerelease), Album auf discogs.com; abgerufen am 5. Februar 2021
32. 1 2 3 4 5 6 7 8 9 10 11 12 13 14  Motörhead – Aftershock, Album auf discogs.com; abgerufen am 7. Mai 2020.
33. 1 2 3  Motörhead – Eat the Rich, Album (CD-Version) auf discogs.com; abgerufen am 29. April 2020.
34. 1 2 3 4 5 6 7 8 9 10 11 12  Motörhead – Inferno, Album auf discogs.com; abgerufen am 7. Mai 2020.
35. 1 2  Motörhead / Girlschool – St. Valentines Day Massacre, EP auf discogs.com; abgerufen am 3. Mai 2020.
36. 1 2 3 4 5 6 7 8  Motörhead – No Remorse, Album auf discogs.com; abgerufen am 24. Dezember 2020.
37. 1 2 3  Stone Dead Forever (1997), Album auf discogs.com; abgerufen am 10. Juni 2020
38. 1 2 3 4 5 6 7 8 9 10  Motörhead – We Are Motörhead, Album auf discogs.com; abgerufen am 7. Mai 2020.
39. 1 2 3 4 5  Iron Fist (Rerelease), Album auf discogs.com; abgerufen am 10. Juni 2020.
40. ↑  Hellraiser III: Hell On Earth Movie Soundtrack, Album auf discogs.com; abgerufen am 10. Juni 2020
41. ↑  Motörhead – Shine, Single auf discogs.com; abgerufen am 3. Mai 2020.
42. ↑  Another Perfect Day (1996), Album auf discogs.com; abgerufen am 11. Juni 2020.
43. 1 2 3 4 5 6 7 8  Motörhead – Motörhead, Album auf discogs.com; abgerufen am 29. April 2020.
44. 1 2 3  Motörhead – Killed by Death, Album (CD-Version) auf discogs.com; abgerufen am 29. April 2020.
45. ↑  King of Kings by Motörhead auf songfacts.com; abgerufen am 7. Mai 2020.
46. ↑  BUY 9 bei 45cat.com
47. ↑  Hits Greatest Stiffs bei 45worlds.com
48. ↑  No Class (Single 7″), Single auf discogs.com; abgerufen am 10. Juni 2020
49. ↑  Hawkwind – Hall of the Mountain King, Album (CD-Version) auf discogs.com; abgerufen am 21. Juli 2020.
50. ↑  Louie Louie (Single 7″), Single auf discogs.com; abgerufen am 12. Juni 2020
51. 1 2 3  Overkill (Rerelease), Album auf discogs.com; abgerufen am 10. Juni 2020
52. 1 2 3  Wendy* & Lemmy – Stand By Your Man, EP auf discogs.com; abgerufen am 7. Juli 2020
53. ↑  Hawkwind – Kings of Speed, Single auf discogs.com; abgerufen am 29. April 2020.
54. ↑  Hawkwind – Warrior On The Edge Of Time, Album (CD-Version) auf discogs.com; abgerufen am 29. April 2020.
55. ↑  Nadine von Motörhead auf secondhandsongs.com, abgerufen am 10. Juni 2020
56. ↑  Bomber (Single), Single auf discogs.com; abgerufen am 7. Juli 2020
57. ↑  Bomber (1991), Album auf discogs.com; abgerufen am 7. Juli 2020
58. ↑  R.A.M.O.N.E.S. auf songfacts.com; abgerufen am 3. Juli 2020
59. ↑  Just Cos Montreux Got The Power, Live-Album auf discogs.com; abgerufen am 3. Juli 2020
60. ↑  Various – This Is Your Life, Album (CD-Version) auf discogs.com; abgerufen am 29. April 2020.
61. ↑  Motörhead und Biff Byford covern den Rainbow-Klassiker 'Starstruck' auf rockhard.de, 25. Februar 2014; abgerufen am 29. April 2020.
62. ↑  The Game by Motörhead auf songfacts.com; abgerufen am 7. Mai 2020.
63. ↑  Motörhead – Hammered, Album mit Bonus-Tracks auf discogs.com; abgerufen am 7. Mai 2020.
64. ↑  Hawkwind – Doremi Fasol Latido, Album (CD-Version) auf discogs.com; abgerufen am 21. Juli 2020.
65. ↑  Overkill (Single 7″), Single auf hitparade.ch; abgerufen am 12. Juni 2020
66. ↑  I Got Mine (Single 12″), Album auf discogs.com; abgerufen am 10. Juni 2020.
67. ↑  BUY 9 bei 45cat.com
68. ↑  Single-Diskografie bei 45cat.com
69. ↑  Bunch of Stiffs bei 45worlds.com
70. ↑  The Spongebob Squarepants Movie - Music from the Movie and More bei AllMusic (englisch), abgerufen am 17. August 2020